# Pommern
För andra betydelser, se Pommern (olika betydelser).
Pommern (tyska och svenska), på polska: Pomorze (ursprungligen "Po more": "vid havet"), är ett område vid Östersjöns södra kust, ungefär från Mecklenburgbukten till Gdańskbukten. Under Medeltiden beboddes området av slaviska folk, benämnda vender, och området kallades av vikingarna för Vendland. Från 1100-talet expanderade tyskar in i området och dominerade det fram till andra världskriget. En del av Pommern hörde till Sverige under perioden 1648–1815 (Svenska Pommern). Sedan 1945 är Pommern delat mellan Tyskland och Polen.

## Delområden

### Tysk nomenklatur
På tyska talas från väst till öst om:
- Vorpommern ("främre Pommern") i väster. Större delen ligger idag i förbundslandet Mecklenburg-Vorpommern, men även Szczecin och de sedan 1945 polska områdena väster om Oders mynning räknas historiskt till Vorpommern.
- Hinterpommern ("bortre Pommern") i öster, idag en del av norra Polen.
- Pommerellen ("lilla Pommern"), ännu längre österut, räknas normalt inte till Pommern i tysk och svensk litteratur.

### Polsk nomenklatur
På polska talas från väst till öst om:
- Västpommern, idag innefattande de tyska delarna och Västpommerns vojvodskap i nordvästra Polen.
- Östpommern, idag innefattande Pommerns vojvodskap och delar av Kujavien-Pommerns vojvodskap i norra Polen (dvs inklusive Pomerellen).

## Naturgeografi
Genom Oder och Stettiner Haff

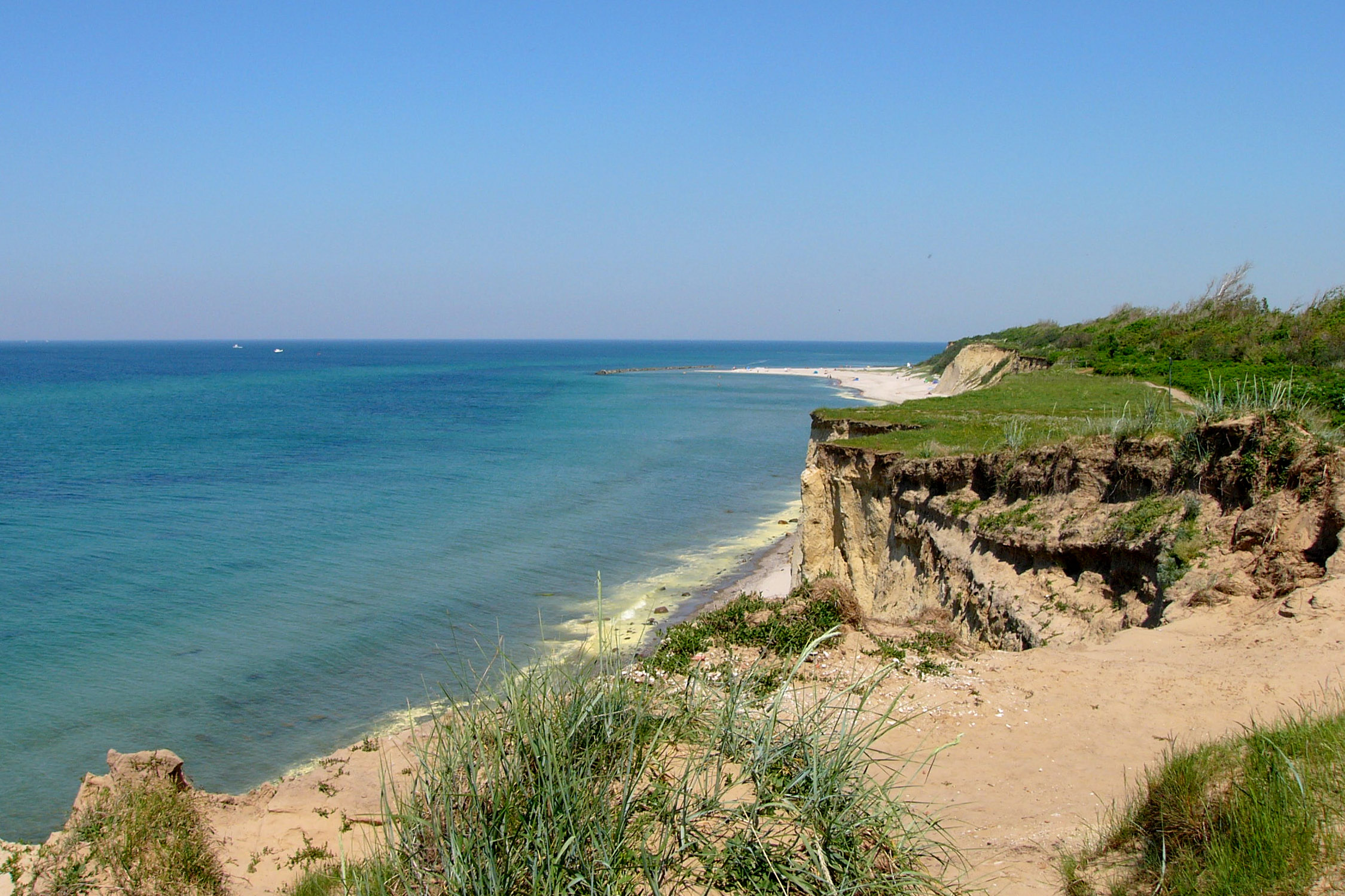
Kust vid Ahrenshoop i Pommern

delas Pommern i Hinterpommern i öster och Vorpommern
i väster. Området närmast Mecklenburg kallas Neuvorpommern och omfattar den breda dalgång, som genomflyts av Recknitz mot norr och Trebel mot söder.
Vor- och Hinterpommern är mycket olika med hänsyn till kustbildning. Det senare har en jämn kustlinje utan uddar och utan framför kusten liggande öar. Kusten består av en nästan oavbruten rad av dyner från Dievenow till Helhalvön, och bakom dem ligger strandsjöar, som är avspärrade från havet, som Leba-, Gärder-, Vietzker-, Vitter-, Buckower-, Jamund-, Kamper-
och Eiersberger-sjöarna.
Vorpommerns kust har även dyner, till exempel på Darss och Zingst, men omges däremot i hela sin längd av öar:
Wollin, Usedom, Ruden, Greifswalder Oie, Rügen, Hiddensee, Zingst och Darss. Bakom dem går vikar djupt in i landet (så kallade haff, bodden eller sund). Usedom och Wollin begränsar i norr Stettiner haff (798 km2) och begränsas själva genom Oders tre mynningar: Peene, Swine och Dziwna. Till sin ytbildning är Vorpommern en lågslätt med kullar, som knappt når höjden 100 m, däremot höjer sig Jasmund (med toppen Piekberg) på Rügen till 161 meter över havet.
Hinterpommern är en sköldformig landås, en del av den baltiska sjöplatån, och når sin största höjd på gränsen mot vad som tidigare var Westpreussen (Schimmritzberg 256 m, Steinberg 234 m och Dombrovaberg 210 m). Det sänker sig i söder ned mot Notećdalen. En mängd små sjöar, av vilka ingen når 20 km2 i areal utom den isolerade, till Odersystemet hörande Miedwie (36 km2), utflyter genom smärre floder till Östersjön. De största är Rega, Parsęta, Wieprza, Słupia och Łeba.
Vorpommern har vida färre sjöar, den största är Kummerower See (27 km²), som avflyter genom Peene. Andra floder här är gränsfloden Recknitz, Ucker samt Oder, vilken dock endast i sitt nedersta lopp tillhör Pommern. Landet är rikt på mossar (inalles 3 071 km2).
Till sin geologiska beskaffenhet är Pommern övervägande en alluvialbildning, oavsett de alluviala sediment, som här och där förekomma, såsom mossar, dynsand, slam etcetera. Att diluvim vilar på fast berggrund är självklart, dock har man ingenstädes genom djupborrningar nått ned till urberget, siluriska eller devoniska skikt. Däremot anses tillvaron av de många saltkällor, som unnas, bevisa förekomsten av dyas. Juran träder däremot i dagen vid Dziwna och Kołobrzeg. Kritformationen framträder på Rügen (Jasmund, Arkona) och finnes även på fastlandet till en beräknad tjocklek av 600 m under de diluviala lagren. Dessa senare är istidsbildningar och uppvisa moräner av olika slag, åsar - på Rügen kallade Schwedenschanze - samt är rika på så kallade erratiska block.

## Historia

### Förhistorisk tid
För cirka 20 000 år sedan, under huvudfasen av den senaste nedisningen, Weichsel, nådde istäcket över Pommern. För 10 000 år sedan hade klimatet blivit varmt nog för bosättning, och människor har levt i Pommern sedan dess. 
Arkeologiska fynd visar på en serie kulturyttringar i Pommern under förhistorisk tid, inklusive Erteböllekulturen, Trattbägarkulturen och Snörkeramisk kultur. Den senare av dessa kan vara associerad med en keltisk befolkning i området. 

### Antiken
Från början av antiken, cirka 600 f.Kr., finns i västra Pommern arkeologiska fynd från Jastorfkulturen, som troligen visar på germansk bosättning i området. Under den romerska perioden beskrivs hela Pommern som bebott av germanska stammar och Pommern kan betraktas som germanernas kärnområde vid denna tid. 

### Vendland
Under perioden 500–1000 e.Kr., med början under Folkvandringstiden, expanderade slaviska folk in i området från öster och kom att dominera Pommern. Germanerna kallade kollektivt de inflyttade för "Wenden", ett namn med växlande begreppsområde. Nordborna i Skandinavien kallade dem vender och området fick namnet ”Vendland” eller ”Venden”. Namnet ”Pommern” kommer däremot från vendernas eget namn ”Pomore”, som betydde ”det vid havet belägna”. Notera också att slaverna själva inte använder begreppet vender utan har andra klassificeringar, t.ex. Polabiska slaver (polska: Słowianie połabscy), dvs "slaver vid Labe/Elbe".
Till folkgrupperna i Vendland hörde: 
- Obotriter, levde längst i väster och skildes från saxarna av den frankiska befästningskedjan Limes Saxoniae i nuvarande  Schleswig-Holstein.
- Liutizer, i västra Pommern.
- Raner, på ön Rügen.
- Kasjuber, längst i öster, vid Gdańskbukten (Pomerellen), med det baltiska folket pruser som grannar i öster.
- Sorber, i södra Pommern.
- Heveller, i södra Pommern.

Långt bort i tiden nämns i dessa trakter blomstrande handelsplatser, såsom Julin (sagans Vineta) på ön Wollin. Kristendomen kom till Pommern redan på 800-talet, men först biskop Otto av Bamberg (två missionsresor 1124 och 1128) stadgade dess välde. Tidigare en del av det stora vendiska konungariket, fick Pommern med Świętobór (Svantibor), år 1062, egna furstar. Vid hans död (1107) fick de bägge äldre sönerna landet i väster, Slavien eller Pommern i egentlig mening (landet emellan Peene och Persante), de bägge yngre den östra delen, Pommerellen (landet emellan Persante och Weichsel), där Świętobórs ätt dog ut 1295.
Den östra, större delen av Pommerellen avstods 1308 till Tyska orden, men det övriga tillföll den i egentliga Pommern regerande grenen av Huset Grip, som 1325 därjämte förvärvade Rügen. Två av Świętobórs sonsöner i egentliga Pommern tog 1170 hertigtitel och fick den 1181 bekräftad av kejsar Fredrik I; men länshögheten lades i den brandenburgske markgrevens hand.

### Tysk kolonisation
Med länshyllningen i Lübeck
1181 börjar Pommern inträda i kretsen av tyska stater. Tyska kolonister började strömma in och den slaviska befolkningen tynade så småningom bort eller assimilerades.
Kamp med grannstaterna och med hansestäderna fyller Pommerns medeltida historia. Förhållandet till
Brandenburg växlade, tills 1529 fördraget i Grimnitz gjorde Pommern till riksomedelbart hertigdöme, men gav Brandenburgs fursteätt exspektans till hertigdömet. Vid nyare tidens början omfattade Pommern nästan fullständigt den senare preussiska provinsen Pommern.

### Pommerns delningar
Efter att sedan 1295 ha varit delat på linjerna Pommern-Stettin och Pommern-Wolgast samlades det vid denna tid i en enda härskares hand, Bogislav X:s, en furste som efter en 50-årig regering avled 1523. Vid hans sons död, 1531, delades det åter mellan de båda linjerna. Barnim IX tog Stettin, Filip I Wolgast och Rügen, men båda förenade sig att genomföra reformationen, och den gemensamma lantdagen i Treptow 1534 antog Bugenhagens kyrkoordning.
1629 slöts även ett fördrag.
Trots att Barnim X 1569 nedlade sin makt till förmån för wolgastska linjen, fortfor ändå splittringen. De wolgastska hertigarna slöt nämligen med varandra det så kallade Jasenitzska fördraget 1569, som grundlade skillnaden emellan Vorpommern ("die wolgastische Ort") och Hinterpommern ("die stettinische Ort"). Indelningen gjordes inte efter naturliga gränser, efter Oders lopp, då Greifenhagen, Bahn och Wildenbruch, trots att de var belägna öster om Öder, lades till Vorpommern, medan Stettin och Garz, som ligger på Oders västra sida, tillföll Hinterpommern.

### Trettioåriga kriget

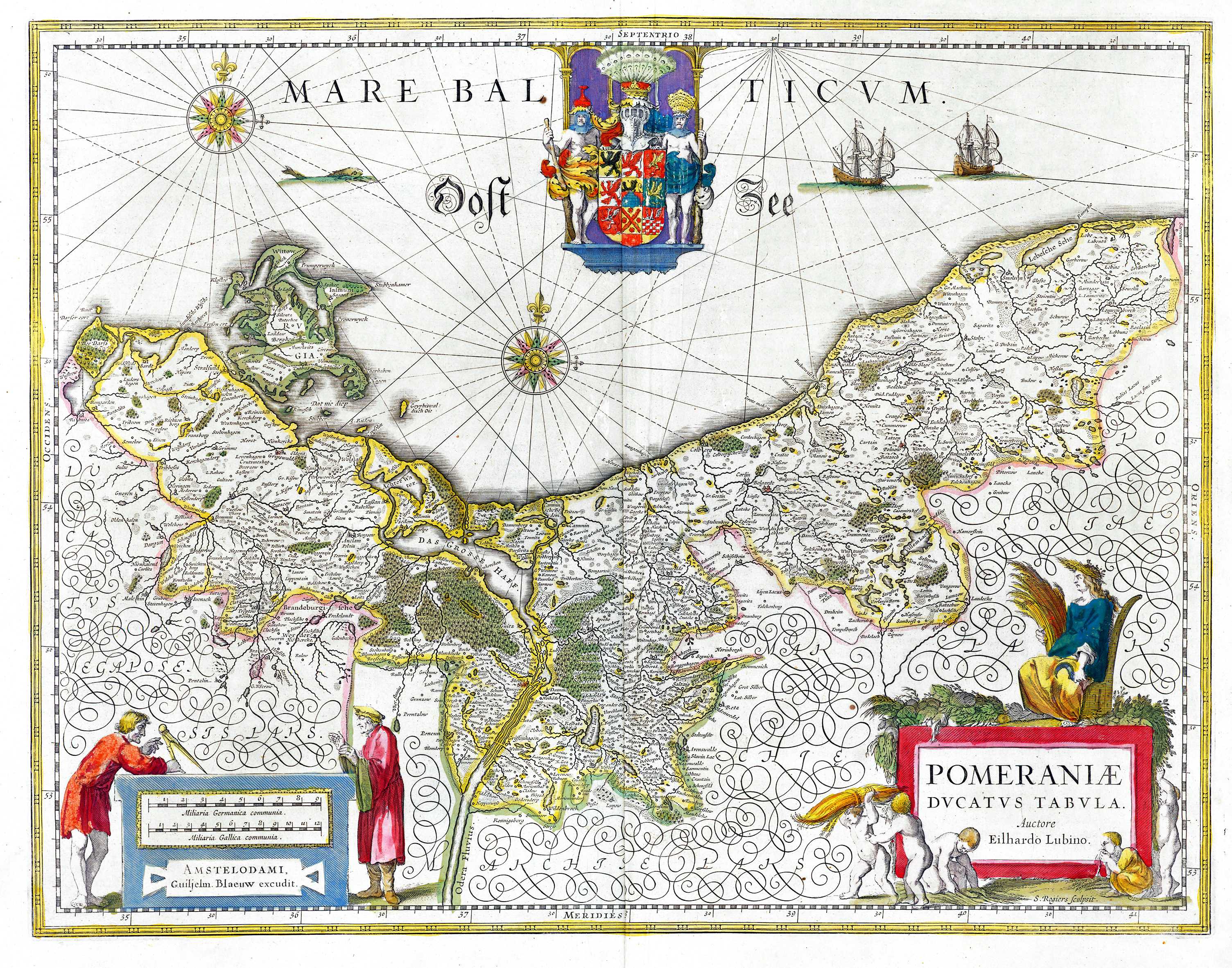
Pommern på 1600-talet

1621 blev Bogislav XIV hertig av Stettin. 1625 ärvde han även den utslocknade wolgastska linjen, och med honom utdog 10 mars 1637 svärdssidan av Pommerns gamla fursteätt Grip. Under hans regering hade Pommern blivit en valplats för Trettioåriga kriget. Stralsund, belägrat av de kejserliga, knöt i juni 1628 förbund med Gustav II Adolf, som därigenom vann en fast punkt i Pommern. Ett "evigt" förbund ingicks mellan honom och hertig Bogislav 10 juli 1630. Före årets utgång hade svenskarna fullbordat landets militära ockupation, och från den stunden var Sveriges kung den verklige härskaren där. Gustav Adolf erkände Brandenburgs successionsrätt, men fäste därvid det villkor, att kurfursten Georg Vilhelm skulle bryta med kejsaren.
Med tanken fäst på den förestående tronledigheten antog Pommerns ständer år 1634 en regementsförfattning, som uppdrog interimsstyrelsen åt ett åttamannadirektorium. Men då Brandenburg 1638 skaffade sig kejsarens investitur på länet, fick direktoriet befallning att upplösa sig. Befallningen måste åtlydas, och Pommern föll i fullständig anarki, varpå Sverige tog över styrelsen över provinsen. Den ordnades tills vidare i militärisk anda ett "Concilium status" i Stettin ledde från 1641 ärendena, till dess omsider freden gav rättslig hemul åt Sveriges styrelse.
Genom Westfaliska freden 1648 erhöll Brandenburg Hinterpommern, utom Stettin och en landsträcka öster om Oder (amten Damm och Gollnow) samt ön Wollin. Dessa områden lades jämte hela Vorpommern samt öarna Rügen och Usedom till Sverige, som även fick arvsrätt till Hinterpommern efter Brandenburg - allt som län av kejsaren. Den för Sverige förmånliga Stettinrecessen 1653 avgjorde tvisten med Brandenburg rörande gränsen. Åt Mecklenburg gick gränsen, enligt reglering år 1591, längs Trebel och Recknitz. I allt innefattade det svenska området omkring 200 kvadratmil.

### Svenska Pommern
Pommerns historia under svenskt välde är länge en historia om mycken strid och nöd. Sedan under åren 1657-59 polacker, österrikare och brandenburgare härjat i landet, kom de svåra krigsåren 1675-1679, då danskars och brandenburgares överenskommelse, att de förra skulle ha Rügen, de senare det egentliga Pommern, syntes gå i fullbordan. Men båda måste uppge sina anspråk, Danmark i Lund 1679, Brandenburg i S:t Germain samma år. Brandenburg vann blott den lilla sträckan på Oders östra strand med Greifenberg och Bahn samt Gollnow i pant för en penningsumma (som dock 1693 inbetaltes). De första åren av det stora nordiska kriget lämnade Pommern oberört. Men sedan kejsarens och sjömakternas underhandlingar om neutralitet för Tysk-romerska riket hade strandat på Karl XII:s motstånd, nalkades stormen även dit. I augusti 1712 vältrade sig danska, ryska och polska skaror över gränsen. Magnus Stenbock kunde skaffa blott ett ögonblicks luft. 1713 uppträdde Preussen först som tvetydig medlare (sekvestrationstraktaterna i juni och okt. 1713), snart som öppen fiende. Karl XII ledde ett helt år (nov. 1714-dec. 1715) försvaret från Stralsunds murar, men måste omsider fly. Rügen och Vorpommern ovan Peene blev danskarnas byte, resten besattes av preussarna. Danmark måste dock lämna sin andel tillbaka genom freden i Frederiksborg 3 juni 1720, men Preussen fick behålla sin erövring i Stockholmsfreden 20 januari 1720, där Sverige avträdde alla de delar av Hinterpommern, som vunnits 1648, samt därtill Vorpommern söder om Peene och öarna Wollin och Usedom. Återstoden av Sveriges pommerska provins, det så kallade Svenska Pommern, utgjorde 70 kvadratmil och var i svensk ägo till år 1815.

### Under preussiskt styre

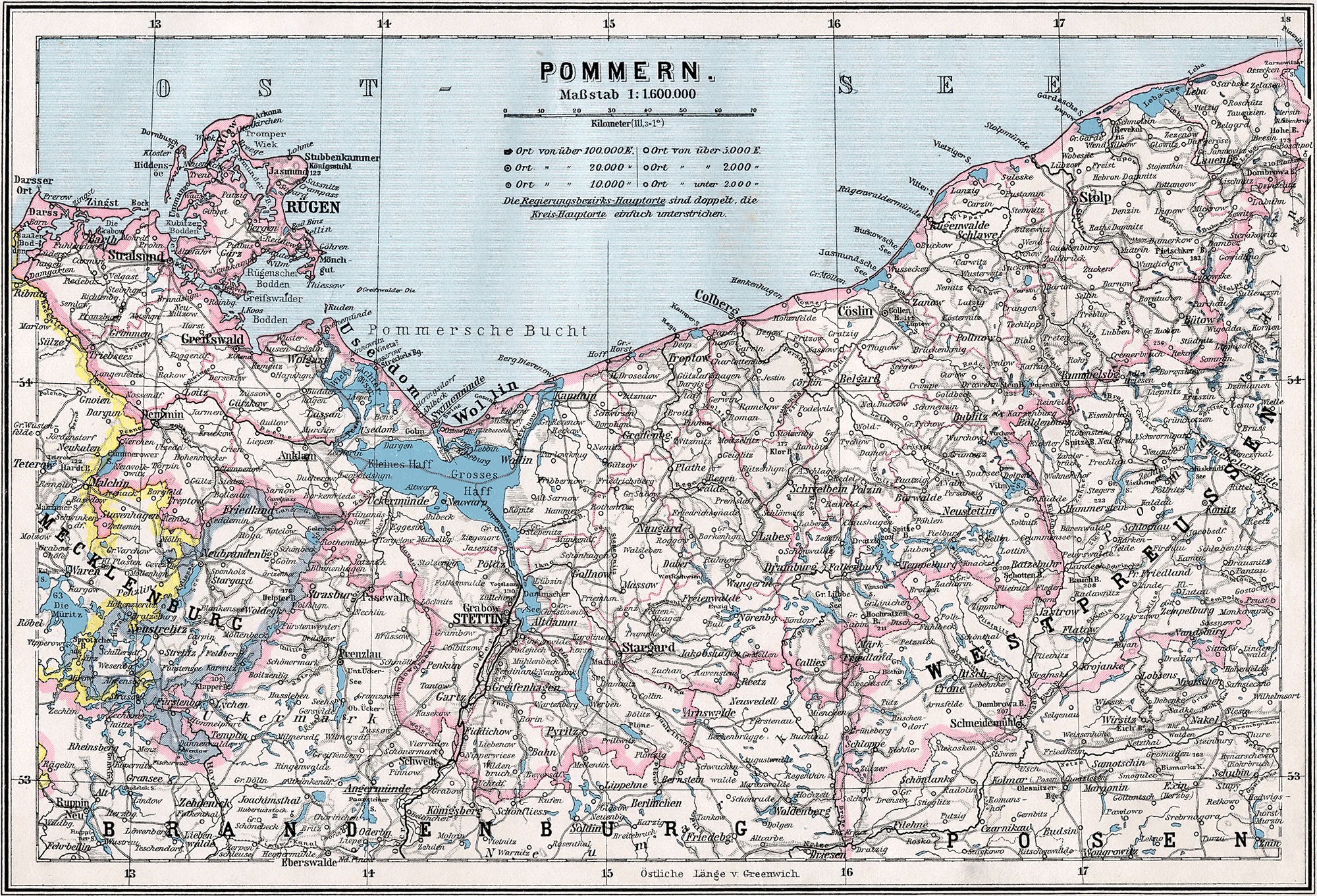
Den preussiska provinsen Pommern år 1905.

Ett försök att genom det så kallade Pommerska kriget (1757–1762) återta det som förlorats misslyckades. Gustaf IV Adolfs deltagande i kriget mot Napoleon 1805–1807 ledde till Pommerns ockupation av fransmännen 1807–1810. I freden i Kiel 14 januari 1814 gav Sverige Pommern åt Danmark i ersättning för Norge.
Pommerns öde bestämdes varaktigt genom Preussens traktater med Danmark 4 juni och med Sverige 7 juni 1815. Preussen erhöll landet, men överlämnade i stället Sachsen-Lauenburg och 2,6 miljoner thaler till Danmark samt 3,5 miljoner thaler som krigskostnadsersättning till Sverige, Det nyvunna landet införlivades som Neuvorpommern med den förra preussiska provinsen Pommern som skulle förbli tysk fram till 1947.
I administrativt hänseende var Pommern indelat i 3 regeringsområden: Stettin med 14, Köslin med 13 och Stralsund med 6 kretsar. Till Preussens andra kammare sände provinsen 26 ombud, till tyska riksdagen 14. En preussisk prins var ofta ståthållare i provinsen. Provinsregeringens säte var Stettin. Provinsen har sin oberlandesgericht i Stettin, 5 landgerichte, 59 amtsgerichte och 2 handelskamrar. Uppsikten över den evangeliska landskyrkan utövas av konsistorium i Stettin. Katolikerna lyda till större delen under Breslaus biskopsstift. Militäriskt hörde Pommern till den 2:a armékårens område, utom de 5 östligaste kretsarna, som tilldelades 17:e armékåren. -
Pommerns vapen var en röd grip i silverfält (se faktarutan).

### Efter första världskriget
Efter första världskriget 1920 när Polen restaurerades efter tidigare delningar, tillföll Pommerellen (med undantag av Danzig) Polen. Danzig blev en fristat. Av det egentliga Pommern tillföll en ytterst ringa del Polen emedan huvuddelen kvarstod som preussiska provinsen Pommern inom Tyska riket. Demografiskt var Pommern befolkad av tyskar, emedan det i de östra delarna, Pomerellen, var en blandning av polacker, tyskar och kasjuber. År 1939 hade provinsen en areal av 38 401 kvadratkilometer (minskat genom första världskriget) och hade en folkmängd om 2 405 021 invånare. Huvudstad var Stettin.

### Andra världskriget och dess följder
Under andra världskriget blev en del av den polska befolkningen naturaliserade tyskar, en del av den polska intelligentian blev internerad (bland annat i koncentrationslägret Stutthof) och/eller dödad, eller förflyttade från området. Efter kriget, år 1945, tvångsförflyttades den tyska befolkningen av Röda armén från Pommern mellan floden Oder och Ostpreussen till Tyskland, under brutala former, bland annat otaliga våldtäkter och mord. Samma öde, om än i mindre skala, drabbade den polska befolkningen i Litauen, Vitryssland och Ukraina, vilken tvångsförflyttades till Pommern öster om Oder. Pommern kom på detta vis att bli en del av den sovjetiska expansionspolitiken: Polens gränser försköts västerut (på bekostnad av Tyskland och till fördel för Sovjetunionen), tyskar tvingades lämna sina hem och flytta västerut inom Tyskland, polacker tvingades lämna sina hem och flytta västerut inom Polen, medan sovjetisk (rysk, ukrainsk och belarusisk) befolkning slog sig ned i gamla polska områden.
De polsk-tyska gränserna erkändes av Västtyskland under 1970-talet som en följd av Willy Brandts ostpolitik, för vilken Brandt fick Nobelpriset 1971. Avtalet var ett viktigt steg för att normalisera förhållanden mellan Västtyskland och Polen. När Tyskland återförenades 1990 erkändes Oder–Neisse-linjen som tysk östgräns, vilket slutligt avgjorde Pommerns tillhörighet.
Sedan 1990 tillhör området huvudsakligen Polen (Hinterpommern samt östra Vorpommern), samt det tyska förbundslandet Mecklenburg-Vorpommern (västra delen av Vorpommern).

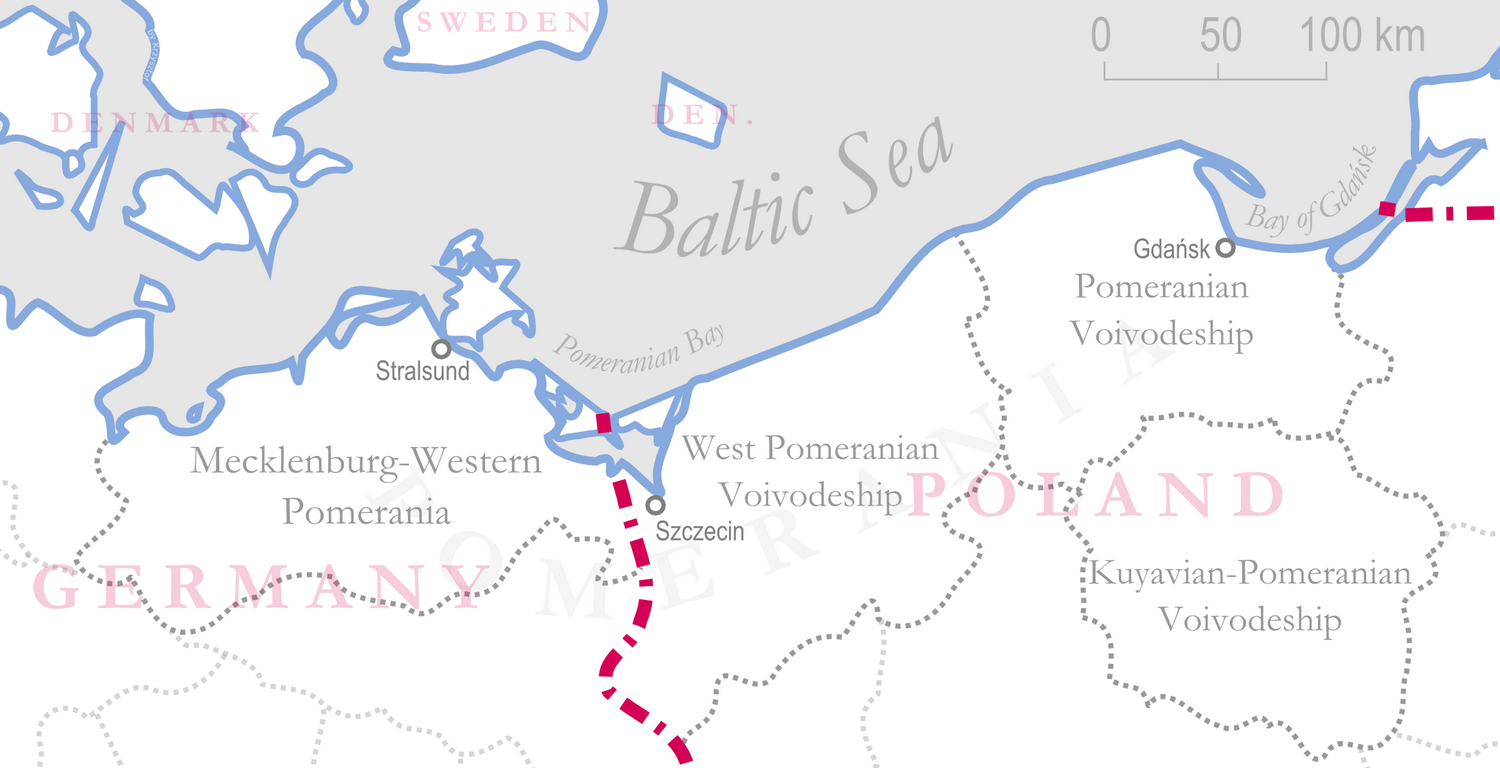
Pommerns administrativa indelning idag